# Ботово (Череповецкий район)
Ботово — деревня в Череповецком районе Вологодской области. Административный центр Яргомжского сельского поселения и Яргомжского сельсовета.
Расстояние до районного центра Череповца по автодороге — 15 км. Ближайшие населённые пункты — Борисово, Фенево, Мостовая.
По переписи 2002 года население — 2229 человек (1038 мужчин, 1191 женщина). Преобладающая национальность — русские (96 %).
Рядом с Ботово расположен Международный аэропорт «Череповец».